# Universe 3
Universe 3 est un jeu vidéo d'aventure développé par Omnitrend Software et publié par Impressions Games en 1989 sur Amiga, Atari ST et IBM PC. Le jeu fait suite à Universe et Universe II et se déroule dans un univers de science-fiction. Le joueur y incarne un capitaine d'un vaisseau spatial chargé d'une missions diplomatique. Lors de celle-ci, il doit faire face à des dissidents infiltré dans son équipe mais aussi à l'hostilité de la population de la région où il se rend. Le joueur visualise son personnage et son environnement en vue du dessus et le dirige par l'intermédiaire d’icônes regroupés à droite de l'écran. Ces derniers lui permettent notamment de déplacer son personnage, de ramasser des objets, d'utiliser son arme ou de sélectionner différents types d'actions.

## Accueil
| Universe 3        |      |       |
| Média             | Pays | Notes |
| ACAR              | RU   | 70 %  |
| ST Format         | RU   | 48 %  |
| The Games Machine | RU   | 76 %  |
| Zzap!64           | RU   | 42 %  |